# Ernst Söderberg
Ernst Julius Söderberg, född 9 januari 1871 i Sankt Olofs församling i Norrköping i Östergötlands län, död 26 juni 1919 i Bromma församling, Stockholm, var en svensk kassör och riksdagsman (socialdemokrat).
Söderberg var ledamot av riksdagens andra kammare 1909–1916, invald i Stockholms stads valkrets. Han var därefter ledamot av första kammaren från 1917, invald i Stockholms läns valkrets.